# HD 12467
HD 12467，又名BD+80 64，SAO 344、HR 597，是一颗恒星，视星等为6.05，位于銀經125.99，銀緯18.89，其B1900.0坐标为赤經1h 57m 4.5s，赤緯+80° 18.89′ 3″。